# Çubuk
Çubuk – miasto w Turcji w prowincji Ankara.
Według danych na rok 2000 miasto zamieszkiwało 46 605 osób.